# Kurt Cobain: Montage of Heck
Kurt Cobain: Montage of Heck, také označováno jako Cobain: Montage of Heck je dokumentární film o životě Kurta Cobaina – frontmana kapely Nirvana. Premiéra tohoto filmu proběhla na Sundance Film Festival roku 2015.

## Produkce
Režisérem filmu je Brett Morgen, který na něm pracoval od roku 2007, když za ním přišla Courtney Love s myšlenkou dokumentu. Je to první dokument o Kurtu Cobainovi, který byl vytvořen ve spolupráci s jeho rodinou. Animované scény vznikly díky Stefanu Nadelmanovi a Hisko Hulsingovi.

## Obsah
Dokument kombinuje archivní záběry, rozhovory s rodinnými příslušníky a animované pasáže, v nichž ožívají Cobainovy zápisky a historky. Režisér Morgen měl jako první k dispozici kompletní Cobainovu pozůstalost obsahující čtyři tisíce stránek jeho deníků, poznámek, a také stovky hodin domácích videí a záznamů na desítkách kazet.

## Kniha
Podle filmu vznikla také kniha se stejným názvem, Montage of Heck, na které se podílí i sám režisér Brett Morgen. Kniha obsahuje animace z filmu, rozhovory, fotografie a Cobainovy kresby, které nebyly ukázány ve filmu.